# Obszar Chronionego Krajobrazu Góry Bystrzyckie i Orlickie
Obszar Chronionego Krajobrazu Góry Bystrzyckie i Orlickie – obszar chronionego krajobrazu w południowo-zachodniej Polsce, w woj. dolnośląskim.
Obszar Chronionego Krajobrazu Góry Bystrzyckie i Orlickie położony jest w południowo-zachodniej części powiatu kłodzkiego, na obszarze Gór Bystrzyckich i wschodniej części Gór Orlickich.
Obszar Chronionego Krajobrazu Gór Bystrzyckich i Orlickich utworzono 28.10.1981 r. na mocy Uchwały Nr 35/81 Wojewódzkiej Rady Narodowej w Wałbrzychu – Dziennik Urzędowy Wojewódzkiej Rady Narodowej w Wałbrzychu z dn 09.11.1981 r, Nr 5, poz. 46. Obszar chronionego krajobrazu o powierzchni 22 500 ha obejmuje swym zasięgiem główne grzbiety górskie dwóch pasm Sudetów Środkowych: Góry Bystrzyckie w całości oraz położoną na terytorium Polski północno-wschodnią część Gór Orlickich, wraz ze znajdującymi się w ich obrębie: rezerwatami przyrody, utworami geologicznymi, korytarzami ekologicznymi oraz wartościowymi krajobrazowo terenami o różnych ekosystemach.
Obszar obejmuje dwa pasma górskie, Góry Bystrzyckie i Orlickie położone względem siebie równolegle i oddzielone Doliną Orlicy. Grzbiety górskie w kilku miejscach poprzecinane są przełęczami, a zbocza ponacinane licznymi dolinami górskich potoków, co spowodowało fragmentaryczne wykształcenie się roślinności charakterystycznej dla regla górnego. Obszar obejmuje głównie tereny leśne, obrzeża, a także łąki górskie, torfowiska, doliny i bliźniaczyska.
Na terenie obszaru występują pomniki przyrody ożywionej i nieożywionej oraz ich skupiska, chronione ze względu na szczególne wartości naukowe, kulturowe, historyczno-pamiątkowe i krajobrazowe, odznaczające się indywidualnymi cechami, które wyróżniane są wśród innych utworów. W szczególności są to stare drzewa i krzewy, źródła, wodospady, skałki, jary, głazy, doliny potoków górskich, formy zjawiska krasowe oraz urwiska skalne.
W czeskiej części Gór Orlickich w 1969 r. utworzono Obszar Chronionego Krajobrazu Orlické hory (czes. Chráněna krajinná oblast Orlické hory, CHKO Orlické hory), który obejmuje powierzchnię 204 km².
Obszar Chronionego Krajobrazu Gór Bystrzyckich i Orlickich stanowi naturalną otulinę Parku Narodowego Gór Stołowych.

## Rezerwaty przyrody na terenie obszaru
- Rezerwat przyrody Torfowisko pod Zieleńcem[2].